# Андерс Целзий
Андерс Целзий (на шведски: Anders Celsius) е шведски астроном, математик и физик. Той предлага ска̀лата за измерване на температурата спрямо тройната точка на водата, която впоследствие получава неговото име – Градус Целзий.

## Биография
Роден е на 27 ноември 1701 година в Упсала, Швеция. Произлиза от благородническа фамилия от основания от преселници от Неапол чифлик Дома в Ованекер, провинция Йевлебори. Следва в Университета в Упсала и от 1730 до 1744 г. е професор по астрономия в същия университет. Взема участие (1736) в експедиция за измерване на формата на Земята. През 1741 г. завършва първата шведска обсерватория в Упсала. Пръв изследва светлината на звездите.
Андерс Целзий дефинира през 1742 г. наречения по-късно на него градус Целзий на температурната скала. Освен това е поет и автор на научно-популярна литература.
Целзий умира от туберкулоза на 25 април 1744 година в Упсала на 42-годишна възраст. Погребан е в църквата на Gamla Uppsala.
През 1948 г. на деветата генерална конференция по мерки и теглилки температурната скала е преименувана в памет на Андерс Целзий на скала по Целзий.